# Lars Nilsson (Fußballspieler)
Lars „Lasse“ Nilsson (* 3. Januar 1982 in Borlänge) ist ein schwedischer ehemaliger Fußballspieler. Der Stürmer, der 2004 in der schwedischen Nationalmannschaft debütierte, spielte außerhalb seines Heimatlandes in den Niederlanden, Frankreich und Dänemark.

## Werdegang

### Anfangsjahre
Nilsson spielte in der Jugend bei Islingby IK und Torsångs IF. 1998 schloss er sich der Jugendmannschaft von IK Brage an. Für die Männermannschaft des Klubs debütierte er 2000 in der Superettan. Nachdem ihm in der zweiten Spielzeit 13 Tore gelangen waren, wurde er von mehreren schwedischen Erstligaklubs und ausländischen Mannschaften umworben. Letztlich entschied er sich gegen AIK und Hammarby IF und schloss sich IF Elfsborg an.

### Allsvenskan und Nationalmannschaftsdebüt
Vor Saisonbeginn in der Allsvenskan kam Nilsson zu seinem Debüt in der schwedischen U-21-Nationalmannschaft, als diese der griechischen Auswahl deutlich mit 0:3 unterlag. Sowohl in der Landesauswahl als auch im Klub konnte er sich im Laufe der Saison in der Mannschaft etablieren.
In der anschließenden Spielzeit verlor Nilsson seinen Stammplatz beim Klub und wurde in der Folge auch nicht mehr in die U-21-Mannschaft berufen. Erst gegen Ende der Saison fand der Stürmer zu alter Stärke zurück und wurde daraufhin Anfang 2004 von Nationaltrainer Lars Lagerbäck in den Kader der schwedischen Nationalmannschaft für den Carlsberg Cup berufen. Am 22. Januar des Jahres kam er bei der 0:3-Niederlage gegen die norwegische Nationalmannschaft zu seinem ersten Länderspieleinsatz, als er in der 58. Spielminute für Mats Rubarth eingewechselt wurde. Drei Tage später stand er beim Spiel um den dritten Platz bei diesem Wettbewerb gegen eine Hongkonger Ligaauswahl in der Startelf und wusste in diesem inoffiziellen Länderspiel mit zwei Torerfolgen zu glänzen.
Zwar wurde Nilsson im weiteren Saisonverlauf nicht mehr berufen, aber durch die zwei Spiele und eine gute Spielzeit 2004, in der er in allen 26 Saisonspielen in der Startelf stand und sieben Tore erzielen konnte, weckte er das Interesse ausländischer Vereine. Im Januar 2005 gab sein Berater bekannt, dass er ein Jahr vor Vertragsende in Borås zum SC Heerenveen in die niederländische Ehrendivision wechseln werde und dort einen 3½-Jahres-Kontrakt unterschrieben habe.

### Im Ausland
Nach Ende der Winterpause in den Niederlanden debütierte Nilsson am 30. Januar 2005 beim 1:1-Unentschieden gegen NAC Breda durch Tore von Anthony Lurling und Klaas-Jan Huntelaar in der Ehrendivision, als er in der 62. Spielminute Arnold Bruggink ersetzte. Beim 3:2-Auswärtssieg bei Roda JC Kerkrade am übernächsten Spieltag gelang ihm sein erster Torerfolg. Durch vier Tore in 14 Spielen bis zum Saisonende erreichte er mit der Mannschaft, in der auch sein Landsmann Petter Hansson zu den Stammspielern gehörte, den fünften Tabellenrang.
Bei seinem ersten UEFA-Pokal-Auftritt für den niederländischen Klub gegen Banik Ostrau konnte Nilsson sich in die Torschützenliste eintragen. Mit der Mannschaft trat er nach überstandener Gruppenphase gegen Steaua Bukarest an, schied aber gegen den rumänischen Klub in der Zwischenrunde aus dem Wettbewerb aus. Auch in der Liga gestaltete sich die Saison durchwachsen. Beim 3:0-Erfolg über ADO Den Haag am 22. Spieltag erzielte Nilsson alle drei Tore, zwei Wochen später flog er nach einer roten Karte vom Platz. Am Saisonende erreichte er mit seinem Team den siebten Platz, der die Play-offs zur UEFA-Pokal-Qualifikation bedeutete. Im entscheidenden Spiel gegen Twente Enschede erzielte er beim 5:0-Erfolg wie sein Mannschaftskollege Danijel Pranjić zwei Tore.
Auch in seiner zweiten kompletten Spielzeit für den SC Heerenveen wusste Nilsson zu überzeugen. Neben einem Tor im Europapokal konnte sich der Schwede in der Liga im Saisonverlauf als neunfacher Torschütze feiern lassen. Nachdem er in allen 34 Saisonspielen zum Einsatz gekommen war, trat er mit dem Klub in den Entscheidungsspielen um die Champions-League-Qualifikation an. Zwar gelang ihm im Hinspiel gegen Ajax Amsterdam der 1:0-Siegtreffer, der niederländische Rekordmeister konnte sich im Rückspiel jedoch mit einem 4:0-Sieg deutlich durchsetzen.
Im August 2007 verließ Nilsson die Niederlande und ging zur AS Saint-Étienne in die Ligue 1. Beim Klub aus der mittelfranzösischen Industriestadt, der eine Ablösesumme von ungefähr 3 Millionen Euro für den Schweden überwies, unterschrieb der Stürmer einen Vier-Jahres-Vertrag. Hier fand er jedoch unter Trainer Laurent Roussey kaum Berücksichtigung und blickte sich bereits zur Winterpause nach einem neuen Verein um. Dabei wurde über Interesse von West Ham United, aber auch französischen Klubs wie RC Lens, AJ Auxerre oder FC Sochaux kolportiert. Letztlich wechselte er auf Leihbasis zu Aalborg BK, wo er seinen Landsmann Rade Prica ersetzen sollte.
Nach einer Halbserie in Dänemark kehrte er zunächst nach Frankreich zurück, kam aber erneut nicht zum Einsatz. Daher wurde er erneut verliehen und kehrte nach Schweden zu seiner ersten Erstligastation IF Elfsborg zurück. Für den Klub lief er bis zum Ende der Allsvenskanspielzeit 2008 auf und erreichte mit ihm die Vizemeisterschaft hinter Kalmar FF.
Kurz vor Ende der Transferperiode in der Winterpause, wechselte Nilsson am 29. Januar 2009 erneut auf Leihbasis den Verein. Dieses Mal kehrte er in die niederländische Ehrendivision zurück und ging zu Vitesse Arnheim. Nachdem er beim 1:0-Erfolg gegen seinen alten Klub SC Heerenveen für Vitesse debütiert hatte, konnte er bei seinem zweiten Spiel zum 4:1-Sieg über Ajax Amsterdam seine ersten beiden Tore für den neuen Verein beitragen. Insgesamt wusste er bei Vitesse zu überzeugen, so dass der Klub den Schweden nach Ende der Leihfrist im Juni für drei Jahre unter Vertrag nahm. An der Seite von Dalibor Stevanović, Santi Kolk, Nicky Hofs, Alexander Büttner und Wiljan Pluim hielt er sich in der Stammformation des Klubs, mit dem er im hinteren Ligabereich um den Klassenerhalt spielte.

### Rückkehr nach Schweden
Nach dem Wechsel von Trainer Theo Bos zu Albert Ferrer verlor Nilsson im Herbst 2010 seinen Stammplatz. Im Februar 2011 kehrte er erneut in sein Heimatland zurück. Bei seiner vormaligen Spielstation IF Elfsborg unterzeichnete er einen Fünf-Jahres-Kontrakt. An der Seite von Stefan Ishizaki, Andreas Klarström und Anders Svensson war er direkt Stammspieler und stand zeitweise mit der Mannschaft im Titelkampf um den schwedischen Meistertitel. Mit zehn Saisontoren trug er letztlich zum dritten Tabellenplatz und damit zum Erreichen des Europapokals bei, zudem gehörte er zu den zehn besten Torschützen der Spielzeit.